# Stefano Pozzi
Stefano Pozzi (9 de noviembre de 1699-11 de junio de 1768) fue un pintor, dibujante y decorador italiano, gran parte de cuya carrera transcurrió en Roma. 

## Biografía
Nacido en Roma, perteneció a una familia de artistas de la que también formaron parte el grabador Rocco Pozzi (1701-74), con el que en ocasiones colaboró Stefano; Andrea (1718-69), escultor en marfil y Giuseppe (1723-65), también pintor. Stefano Pozzi estudió en los talleres de los dos mejores seguidores de Carlo Maratta, el de Andrea Procaccini, quien partió para España en 1720, y el de Agostino Masucci, con el que continuó su formación. En 1732 fue admitido en la Academia Pontificia del Panteón y se convirtió en su regente en 1739. En 1736 fue admitido en la Academia de San Lucas, el gremio de los artistas de Roma. 
Pozzi trabajó principalmente para las iglesias romanas; por ejemplo, pintó un Beato Niccolò Albergati para una capilla de la Basílica de Santa María la Mayor; ocho óvalos entre las ventanas (c. 1736) para la iglesia de San Silvestro al Quirinale (Titi 1763) y una muerte de San José (1742) para la tercera capilla de la Iglesia de Santísimo Nombre de María (Titi 1763). Hizo un fresco con un San Apolinar en la Gloria en la bóveda de la iglesia de Sant'Apollinare alle Terme, que fue reconstruida por Ferdinando Fuga y rededicada en 1748. Entre el conjunto de artistas que trabajaron en la capilla del papa Sixto V, contribuyó con figuras de ángeles en las pechinas (Titi 1763). 
En 1744 fue llamado a Nápoles por el cardenal Giuseppe Spinelli para decorar el ábside de la catedral, restaurado por Paolo Posi tras el terremoto de 1732, para el que pintó al óleo el gran lienzo de San Jenaro y Agrippino expulsando a los sarracenos, colocado en la pared de la derecha, y en la bóveda, al fresco, un coro de ángeles músicos. 
En encargos posteriores, trabajó con el arquitecto Luigi Vanvitelli: en 1744 realizó varias pinturas para el monasterio de Montemorcino que Vanvitelli había construido para los Olivetanos en Perugia (ahora Palazzo dell 'Università): una Anunciación para el altar mayor y un Descanso en la huida a Egipto, perdidas, y el Beato Bernardino Tolomei entre los apestados, la única conservada al haber sido trasladada a la iglesia de Santa Francesca Romana.
Para la biblioteca que Vanvitelli diseñó para el Palazzo Sciarra-Colonna en Roma, Pozzi pintó alegorías de los signos del zodíaco y en el Palazzo Doria-Pamphilj decoró la sala de los espejos.
Los arquitectos Vincenzo Brenna y Giacomo Quarenghi y el pintor Antonio Cavallucci se formaron en el taller de Pozzi. 
Pozzi murió en Roma en 1768.